# Gerbillus nancillus
Gerbillus nancillus är en ökenråtta som beskrevs av Thomas och Hinton 1923. Gerbillus nancillus ingår i släktet Gerbillus och familjen råttdjur. IUCN kategoriserar arten globalt som otillräckligt studerad. Inga underarter finns listade i Catalogue of Life.
Denna gnagare hittades vid enstaka tillfällen i Mali, Niger och Sudan men den kan ha en större utbredning. Arten lever i torra eller halvtorra områden med sandig jord eller i viss mån lerig jord.
Arten blir 5,5 till 6,9 cm lång (huvud och bål), har en 7,6 till 8,9 cm lång svans och väger 6,9 till 10,6 g. Bakfötterna är 1,5 till 1,8 cm långa och öronen är 1,0 till 1,2 cm stora. Håren på ovansidan är gråa nära roten och annars orangebruna vad som ger ett orangebrunt utseende. Det förekommer en tydlig gräns mot den vita pälsen på undersidan. Huvudet kännetecknas av vita ögonringar och vita fläckar bakom öronen. Svansen har en sandfärgad ovansida och en vit undersida. Bakfötternas sulor är delvis täckta med hår.
En upphittad hona var dräktig med fyra ungar.